# Niccolò da Bologna
Niccolò di Giacomo di Nascimbene (comunemente noto come Niccolò da Bologna) (circa 1325 – 1403) è stato un miniatore italiano, uno dei più importanti e prolifici di Bologna nel secolo XIV.

## Biografia
Fu attivo tra il 1349 e il 1403. È conosciuto universalmente per le sue figure espressive, modellate e per le scene narrative, affollate e piene di azione.
Le prime opere firmate da Niccolò sono copie del Decretum di Graziano. Si conserva inoltre presso la Pontificia Biblioteca Antoniana un corale (il cosiddetto Liber VII, graduale del secolo XIV) con la sua firma (Nicolaus de Bononia fecit) sulla miniatura del f. 1r, raffigurante il Cristo Risorto. Gli sono anche state attribuite parecchie illustrazioni dell'Offiziolo dei Mesi, conservato nella Biblioteca Comunale di Forlì.
La sua bottega ha miniato una varietà di altri manoscritti, compresi testi universitari, libri di coro per le chiese e testi liturgici, libri di devozione privata, manoscritti di poesia profana, statuti.
I documenti che lo riguardano ci restituiscono la figura di un agiato artigiano, asceso a una ragguardevole condizione economica in virtù delle numerose commissioni di grande prestigio per gli ambienti più in vista di Bologna e spesso anche da istituzioni lontane dalla sua città. Inoltre sono ampiamente documentate le cospicue responsabilità amministrative da lui assunte in seno al governo popolare bolognese stabilito nel 1376.
Fece redigere testamento nel 1399, ma risulta ancora in attività nel 1403, anno in cui tuttavia probabilmente morì, lasciando al figlio Onofrio una cospicua bottega, ma anche una eredità artistica che non verrà presto eguagliata.

## Opere
- Novella in libros Decretalium (1353, Milano, Biblioteca Ambrosiana ms B42 inf.; Biblioteca Apostolica Vaticana, Vat. Lat. 1456; Salisburgo, Sankt Peter Stift, cod. A XII 10) in collaborazione con Stefano di Alberto Azzi.
- Matricola della Società dei Merciai (1360, Bologna, Museo civico medievale, ms 635).
- Statuti della Società dei Merciai (1360, Bologna, Museo civico medievale, ms 636).
- De bello pharsalico di Lucano (1373, Milano, Biblioteca Trivulziana, cod. 691).
- Statuti del Comune di Bologna (1378, Bologna, Archivio di Stato, Statuti, XIII).
- Liber VII - Graduale A dominica Resurrectionis usque ad vigiliam Pentecostes (prima del 1396[2], Padova, Pontificia Biblioteca Antoniana).[3]
- Liber XII - Graduale Appendix missarum a die 28 iunii ad 9 augusti inclusive (prima del 1396, Padova, Pontificia Biblioteca Antoniana).
- Libro dei creditori del Monte di Pubbliche Prestanze (1394, Bologna, Archivio di Stato, cod. min. 26).

Attribuite a Niccolò:
- Officium Beatae Mariae Virginis, (1349, Kremsmünster, Stiftbibliothek, ms. 4)).
- Digestum vetus (Parigi, Biblioteca Nazionale, ms. lat. 14339).
- Graduale 1 (Imola, Museo Diocesano).
- Corale per il Convento di San Giacomo (Bologna, Museo civico medievale, ms 603).
- Novelle super tertio, quarto et quinto decretalium (Biblioteca Apostolica Vaticana, Vat. Lat. 2534).
- Novella super quinto decretalium (Cambridge, Fitzwilliam Museum, ms 331).
- Statuti della Società dei Fabbri (1366, Roma, Biblioteca del Senato della Repubblica, ms 26).
- Corali A, B, C, D, E (Collegiata di San Giovanni in Persiceto
- Matricola della Società degli Speziali (Bologna, Archivio di Stato, cod. min. 44).
- Matricola della Società degli Orefici (Washington, National Gallery of Art, ms B13 659).
- Liber A - Antifonario Antiphonae a dominica I Adventus usque ad Nativitatem Domini (prima del 1396, Padova, Pontificia Biblioteca Antoniana).
- Liber Q - Antifonario Antiphonae a die 2 iulii ad diem 15 augusti inclusive (prima del 1396, Padova, Pontificia Biblioteca Antoniana).
- Liber XI - Graduale A die 23 aprilis usque ad diem 26 iunii inclusive (prima del 1396, Padova, Pontificia Biblioteca Antoniana).
- Tragedie di Seneca, per Francesco Zabarella (1395, Venezia, Biblioteca Marciana, ms. lat. XII 26 = 3906).

Attribuite in passato a Niccolò (ora assegnate allo Pseudo-Niccolò o L'Illustratore):
- Decretali (Biblioteca Apostolica Vaticana, Vat. Lat. 1389).
- Decretali di Bonifacio VIII (Padova, Archivio della Biblioteca Capitolare).

## Galleria d'immagini

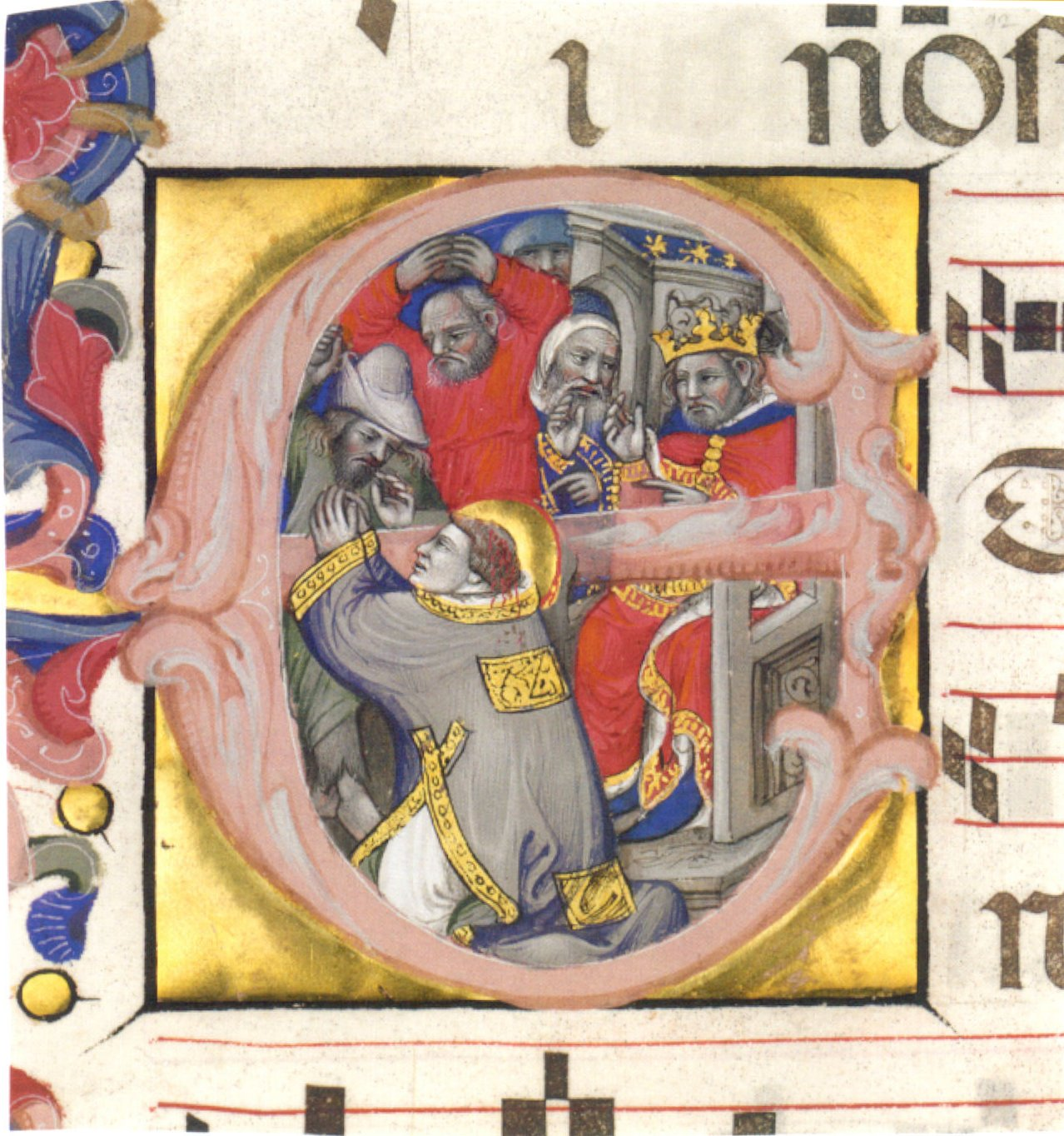
Miniatura di Niccolò da Bologna, 1494-1502, Metropolitan Museum of Art
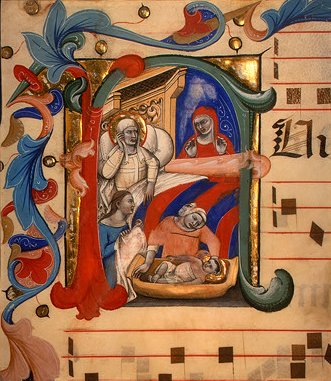
La nascita di Giovanni Battista, miniatura di Niccolò da Bologna, National Gallery of Art, Washington DC, tardo XIV secolo.
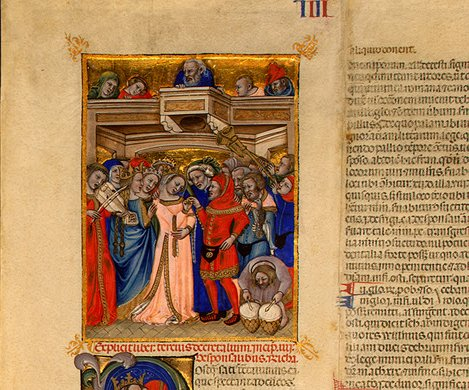
Lo Sposalizio, 1350, Miniatura di Niccolò da Bologna, National Gallery of Art, Washington DC